# جامع السليمانية الكبير
جامع السليمانية الكبير أو مسجد الشيخ أحمد (مسجد كاكا أحمد الشيخ) من مساجد السليمانية القديمة ويقع في مركز مدينة السليمانية، ويعتبر من مساجد العراق الأثرية، شيدهُ الأمير إبراهيم باشا بابان في عام 1199هـ/1784م، كما يعتبر أول مسجد أسس في مدينة السليمانية، وفيهِ مرقد الشيخ أحمد، كما يضم مرقد شيخ محمود الحفيد. وكان في السابق مبنيا من اللبن والطين ثم أعيد بناؤه في الأعوام 1940م، 1950م، 1968م، وبني من الطابوق مع احتفاظه بنفس هندسة وشكل بنائه القديم.
من ملحقاته مبنى دائرة الأوقاف القديمة والمتألف من عدد من الغرف والقاعات، ويحتوي الجامع على مئذنة أثرية بنيت بأمر من السلطان عبد الحميد خان في عام 1297هـ/ 1880م، وهي وفق طراز معماري قديم وفريد من نوعهِ وتقع المئذنة قرب مدخل باب الجامع، ويحتوي على منارة مئذنة إسطوانية تاريخية بنيت في عام 1230هـ/1815م، حيث غلفت حديثا بالطابوق العادي، وتبلغ مساحة الجامع 6000م2، ويحتوي المسجد على مصلى حرم واسع المساحة يتسع لأكثر من 2000 مصل، وفي جانبه غرفة تحوي على قبور البابانيين من أسر عبد الرحمن باشا، وفي الجهة الشمالية منه ساحة ورواق طويل ومصلى حرم صيفي، وفي جانبهِ الأيسر غرفة للمدرسين وفيها المكتبة الكبيرة التي تحوي كتباً دينية قيمة، وقد تم توسيع المصلى على يد التاجر عبد الله، وفي عام 1970م قام بتجديد الجامع الملا مصطفى البرزاني. ويجري حالياً إعماره منذ عام 1431هـ/2010م، وفق تأهيل معماري بطراز إسلامي مشابه للطراز القديم، مع أقواس إسلامية وشمل التطوير إعادة بناء مرفقاته وملحقاتهِ الأخرى مع إضافة كتابة الآيات القرآنية بنقوش مع بناء محراب جديد. 